# Église Saint-Martin de Brévands
L'église Saint-Martin de Brévands est un édifice catholique, de la 1re moitié du XIIe siècle, qui se dresse sur le territoire de l'ancienne commune française de Brévands, dans le département de la Manche, en région Normandie. L'édifice est classé au titre des monuments historiques.

## Localisation
L'église est située aux confins de la baie des Veys dans le bourg de Brévands, au sein de la commune nouvelle de Carentan-les-Marais, dans le département français de la Manche.

## Historique
En 1069, Néel de Brévands, avec l'accord de son épouse, de son fils et de son frère, Gilbert d'Asnières, donne l'église au prieuré Saint-Gabriel.
Dans le livre noir de l'évêché de Coutances, entre 1251 et 1279, il est dit que l'église de Brévands est divisée en vingt-trois parts : onze, en raison de la seigneurie de Richard Carbonnel, sept, pour Luce de Semilly, et cinq parts pour Th. Baudouin.

## Description
L'église qui adopte un plan en croix latine correspond au schéma roman ou proto-gothique d'un petit groupe régional bien caractérisé de petite église du Cotentin, dite « école de Lessay », avec notamment celles de Martinvast et Octeville, où dès le premier quart du XIIe siècle, la croisée d'ogives est appliquée aux voûtements du chœur. La crypte voûtée en berceau et le transept sont d'origine romanes (1re moitié du XIIe siècle). Les fresques, dont une crucifixion, sont gothiques (début du XIIIe siècle).
Le chœur, avec à l'intérieur un autel et retable de pierre et bois polychromes, et la nef sont du XVIIIe siècle.
Dans la crypte, on peut voir une partie d'une peinture murale représentant deux anges thuriféraires et une Vierge à l'Enfant du début XIIIe siècle, ainsi que la Vierge Marie et saint Jean l'Évangéliste.

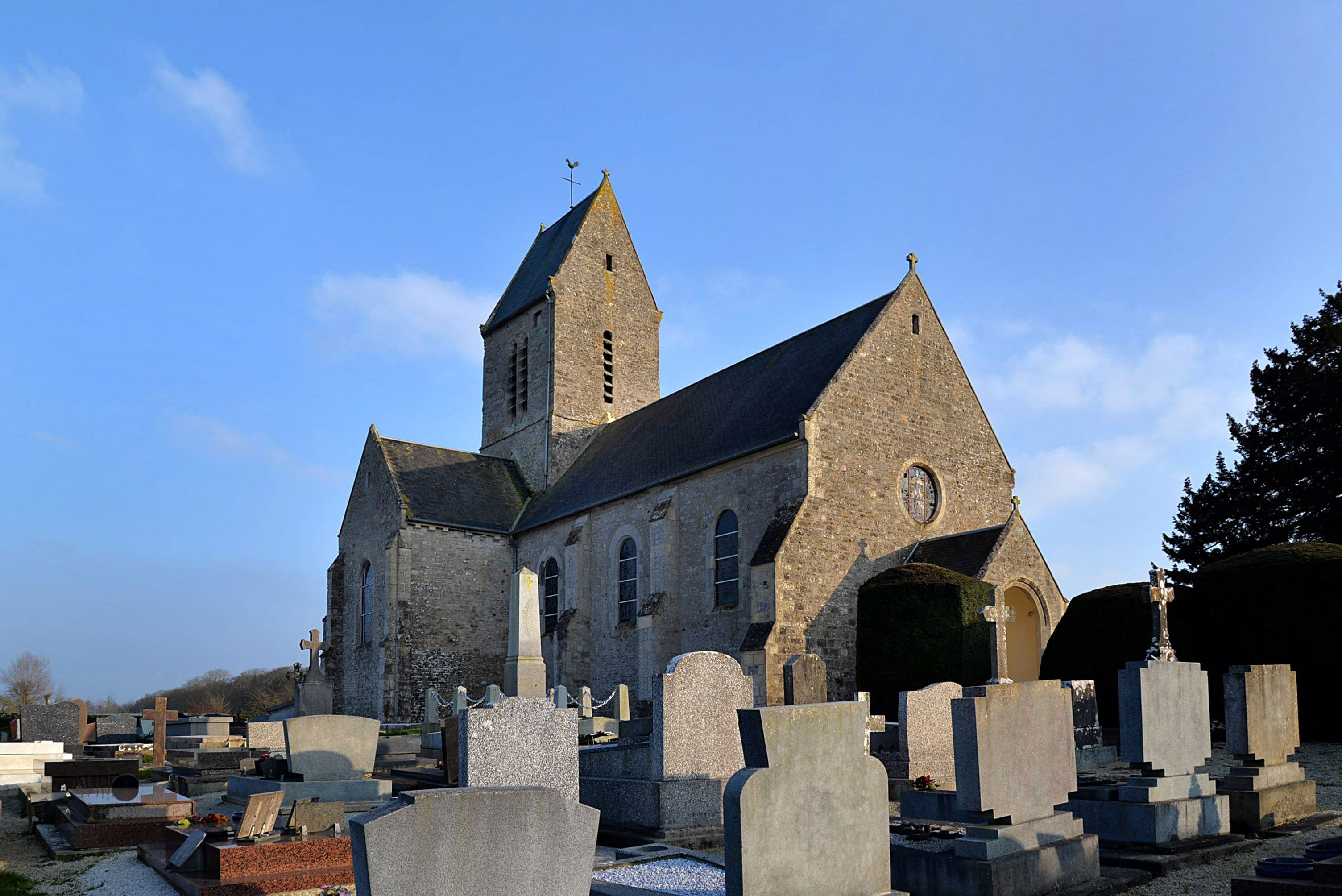
Vue du nord-ouest.
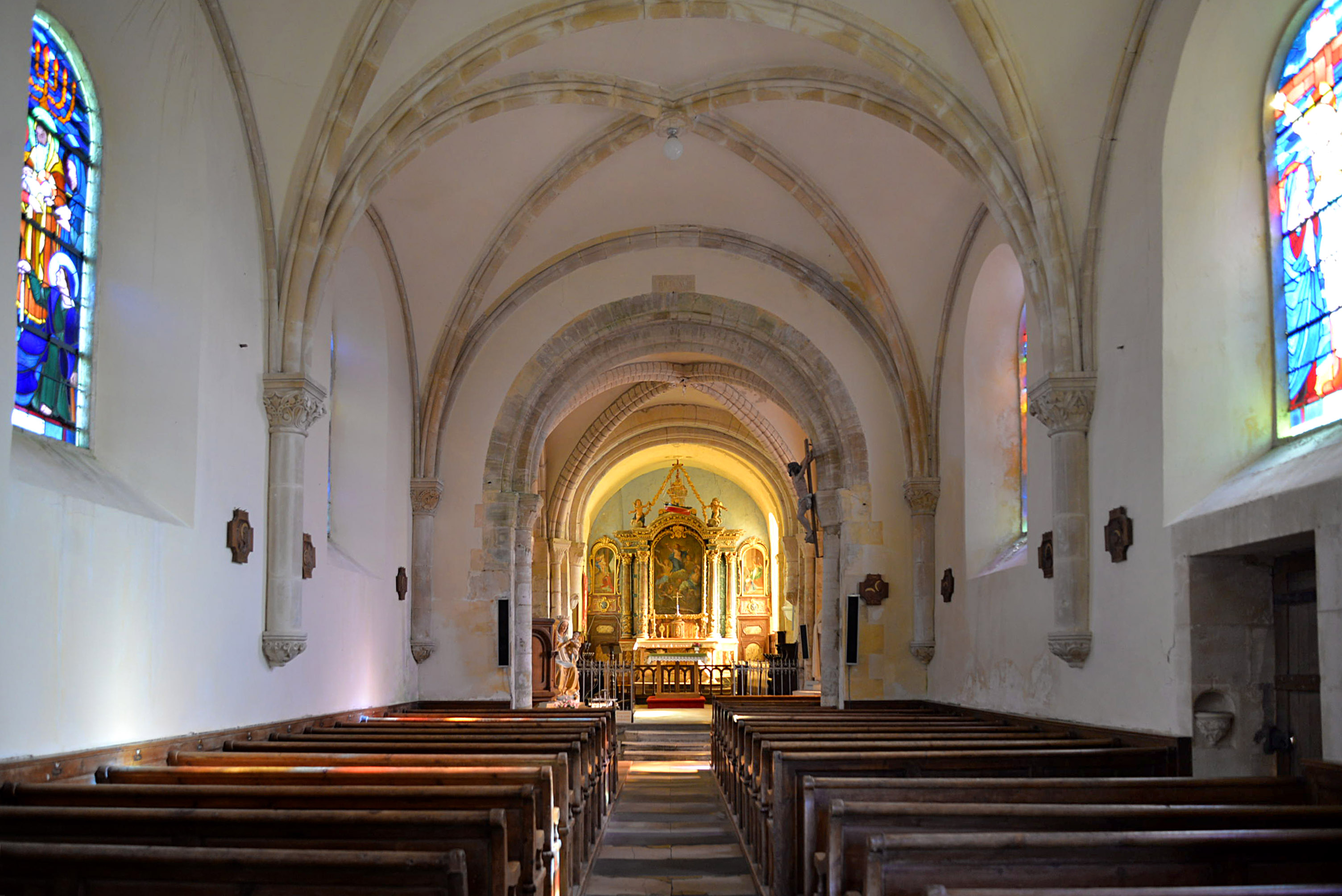
La nef.
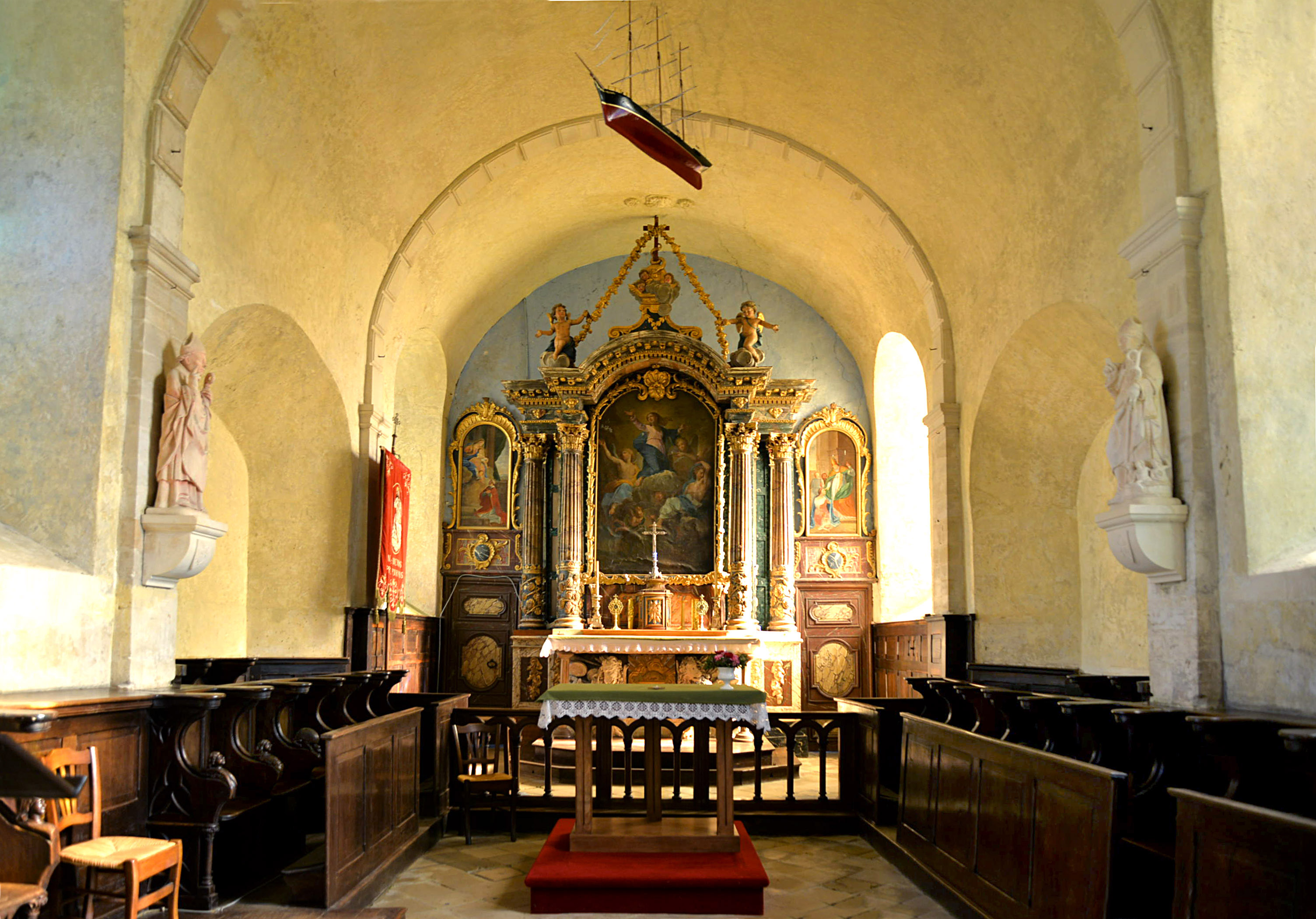
Le chœur.

## Protection
Au titre des monuments historiques :
- l'église, y compris la sacristie, et à l'exclusion de la crypte classée, est inscrite par arrêté du 13 juin 2002 ;
- la crypte est classée par arrêté du 9 septembre 2002.

## Mobilier
L'église abrite un maître-autel et son retable du XVIIe siècle, des stalles du XVIIIe siècle, une statue de saint Loup ou saint Fromond du XVIIe siècle classée, le gisant d'Anne du Mesnildot et son enfant († 29 juillet 1632).

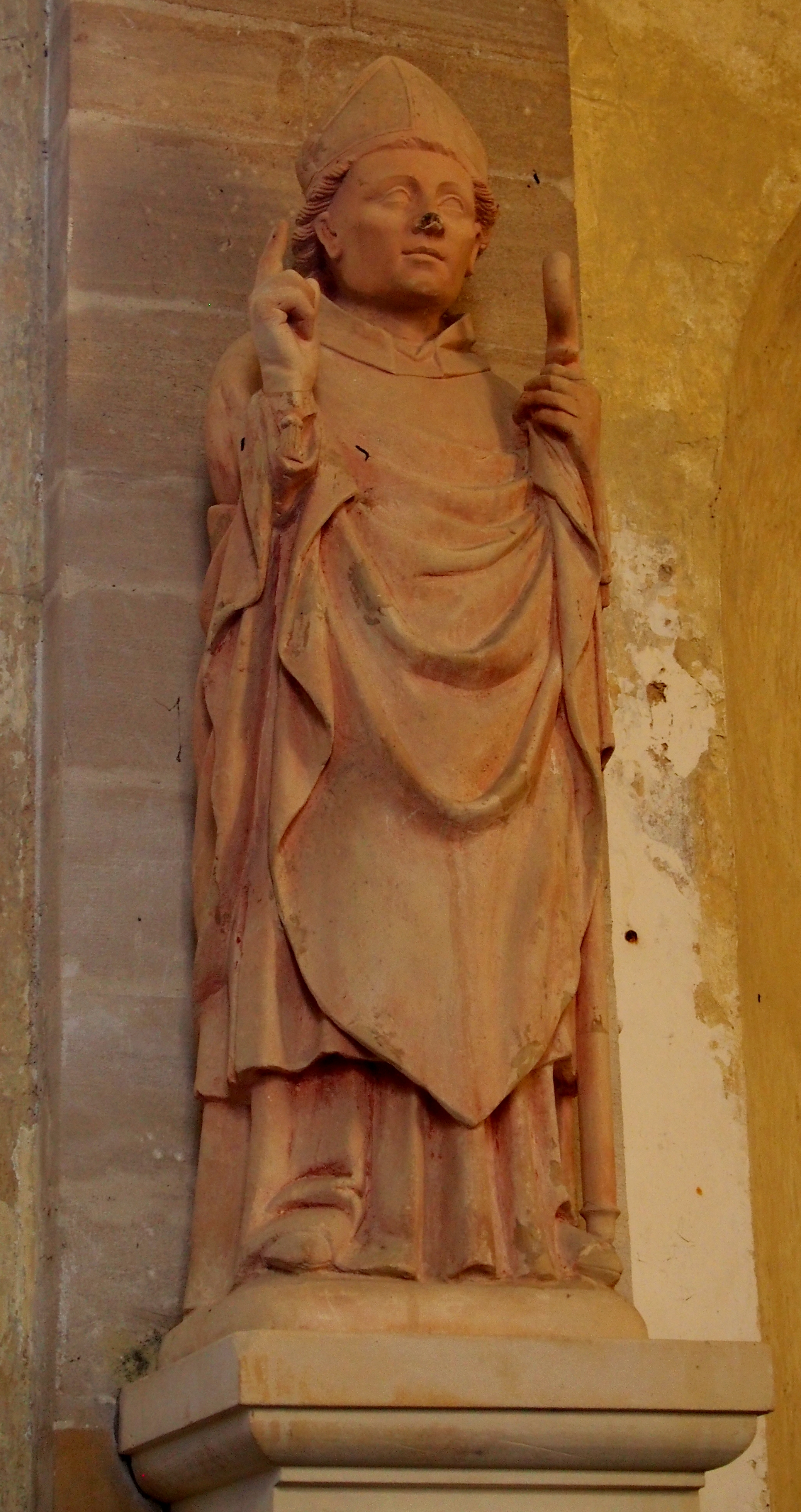
La statue de saint Loup ou saint Fromond.
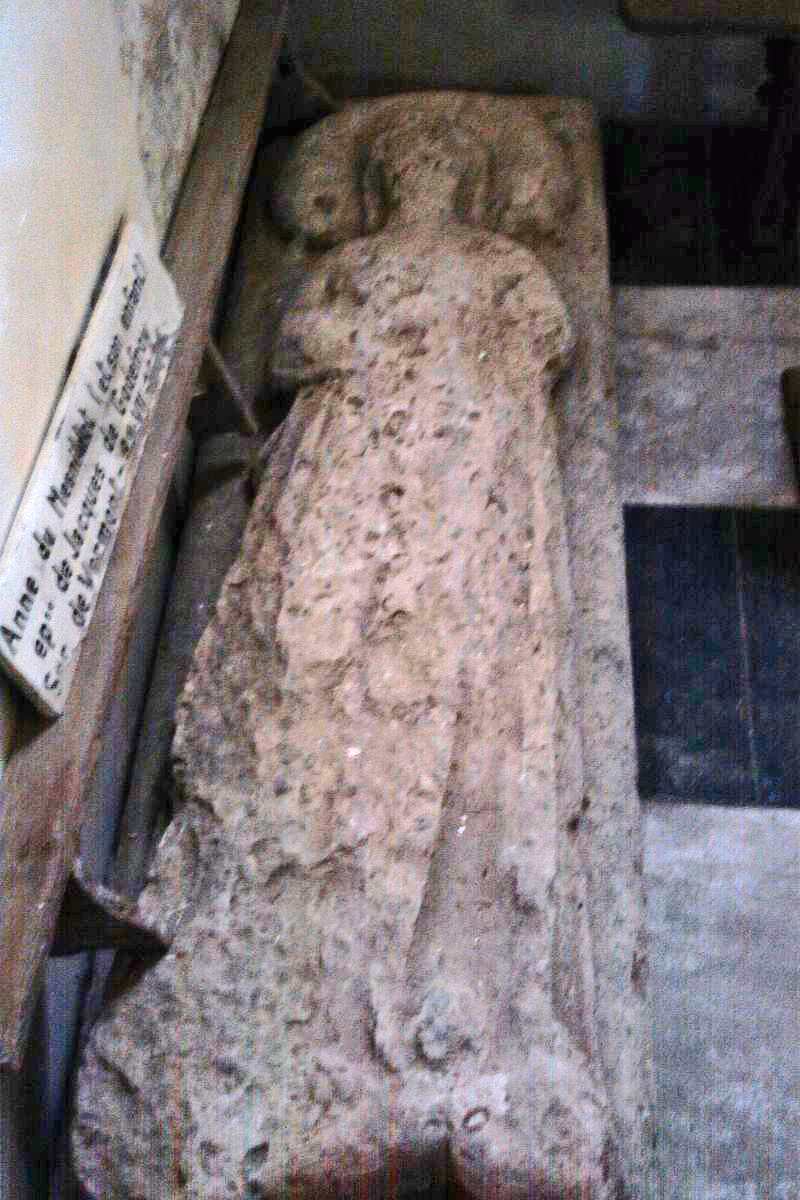
Le gisant d'Anne du Mesnildot.